# Schwyz (cantão)
Pronunciação
O Cantão de Schwyz (ou Schwytz) é um cantão da Suíça, situado no centro do país, entre os Alpes ao sul, o lago Lucerna a leste e o lago de Zurique no norte e está centrado em torno da cidade que lhe deu o nome, Schwyz.
É um dos cantões fundadores da Suíça; o nome da Suíça em alemão, "Schweiz", é derivado do nome do cantão, e a bandeira da Suíça deriva de seu brasão. A carta do Pacto Federal está em exposição em Schwyz. A nordeste da cidade de Schwyz está a mundialmente famosa abadia de Einsiedeln.

## Geografia

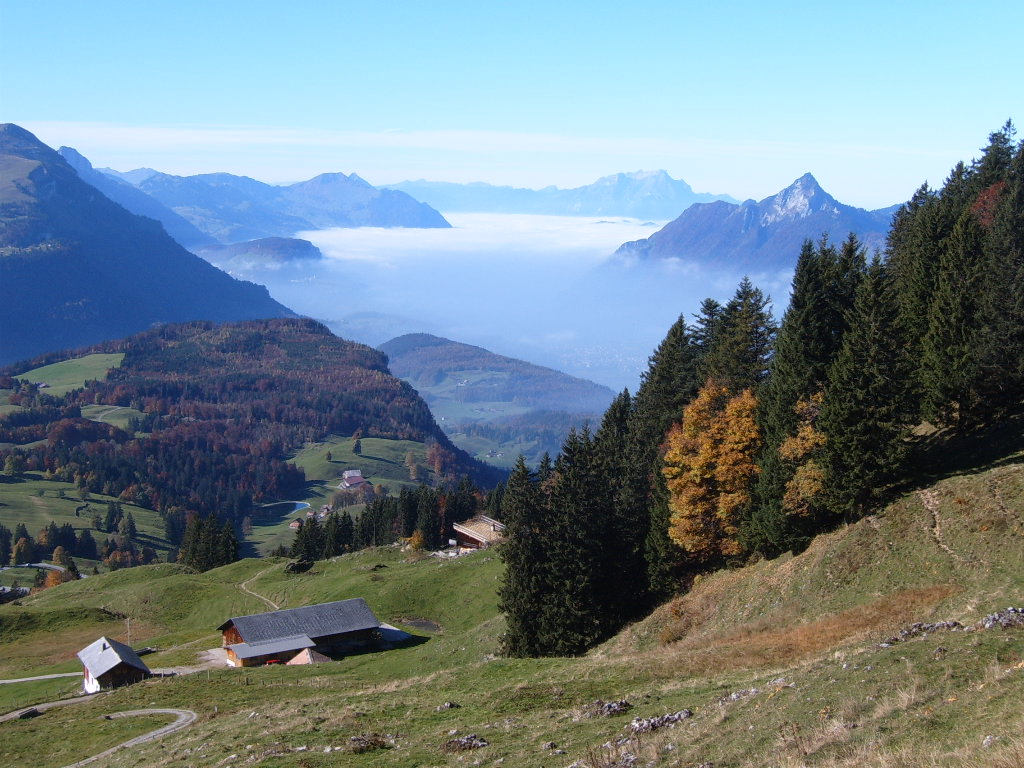
Vista da trilha entre Ibergeregg ed Spirstock.

O cantão de Schwyz está localizado na Suíça central. Os rios Sihl e Muota atravessam o cantão. Quase três quartos da área total são considerados terra produtiva. A maior parte da terra é de colinas e não montanhosa, fazendo-a adequada à agricultura. Das terras produtivas, cerca de 240 km² são de florestas. Os lagos ocupam 65 km². Esta área é composta de partes do lago de Zurique e do lago Lucerna. Apenas uma pequena parte do lago de Zug está dentro do cantão de Schwyz. Os pequenos lagos Lauerz (Lauerzersee) e Sihl (Sihlsee), no entanto, estão completamente dentro do cantão de Schwyz.
O ponto mais elevado é o Bös Fulen a 2802 m. Embora não tão altos, os picos das montanhas Rigi (Kulm, 1798 m, e Scheidegg, 1665 m) são provavelmente as mais famosas montanhas dentro do cantão. A área do cantão é de 908 km².
O cantão é um dos que partilham o Lago dos Quatro Cantões.

## História
Há achados que mostram que havia pessoas vivendo na área do cantão de Schwyz há milhares de anos. Muitos desses achados estão concentrados no norte do cantão, na região de Hurden e Freienbach às margens do lago de Zurique. Muitos dos achados datm de mais de 5000 anos. Ferramentas de pedra e bronze foram recuperadas nestes sítios.
Há cerca de 1400 anos os alamanos se estabeleceram na área do cantão. Isto influenciou a agricultura e o modo de vida dos habitantes locais. O cristianismo chegou à região apenas no final do século VII. Há igrejas em Tuggen e Schwyz que datam desta época.
No século X a abadia de Einsiedeln tornava-se cada vez mais poderosa, e cedo controlou a maior parte das terras ao seu redor, com boa parte destas terras fora da área hoje coberta pelo cantão de Schwyz. A economia se beneficiou do trânsito através da passagem de Gotthard, mas estes lucros atraíram outros poderes, tais como os Habsburgo.
Em 1 de agosto de 1291, o cantão de Schwyz fundou a Confederação Suíça junto com Uri e Unterwalden (Pacto de Rütli). É um dos Quatro Cantões Florestais (Vier Waldstätten): Schwyz, e os cantões de Uri, Obwalden e Nidwalden - os dois últimos sendo subdivisões tradicionais do cantão de Unterwalden - todos localizados às margens do lago de Lucerna (Vierwaldstättersee, lago dos Quatro Cantões). O cantão de Schwyz recebeu a liderança da confederação logo no início. Já em 1320, o nome do cantão era aplicado ao todo da confederação. Foi apenas em 1803, todavia, que o nome Schweiz, derivado do cantão de Schwyz se tornou o nome oficial da Suíça. A bandeira da Suíça é derivada da bandeira de Schwyz.

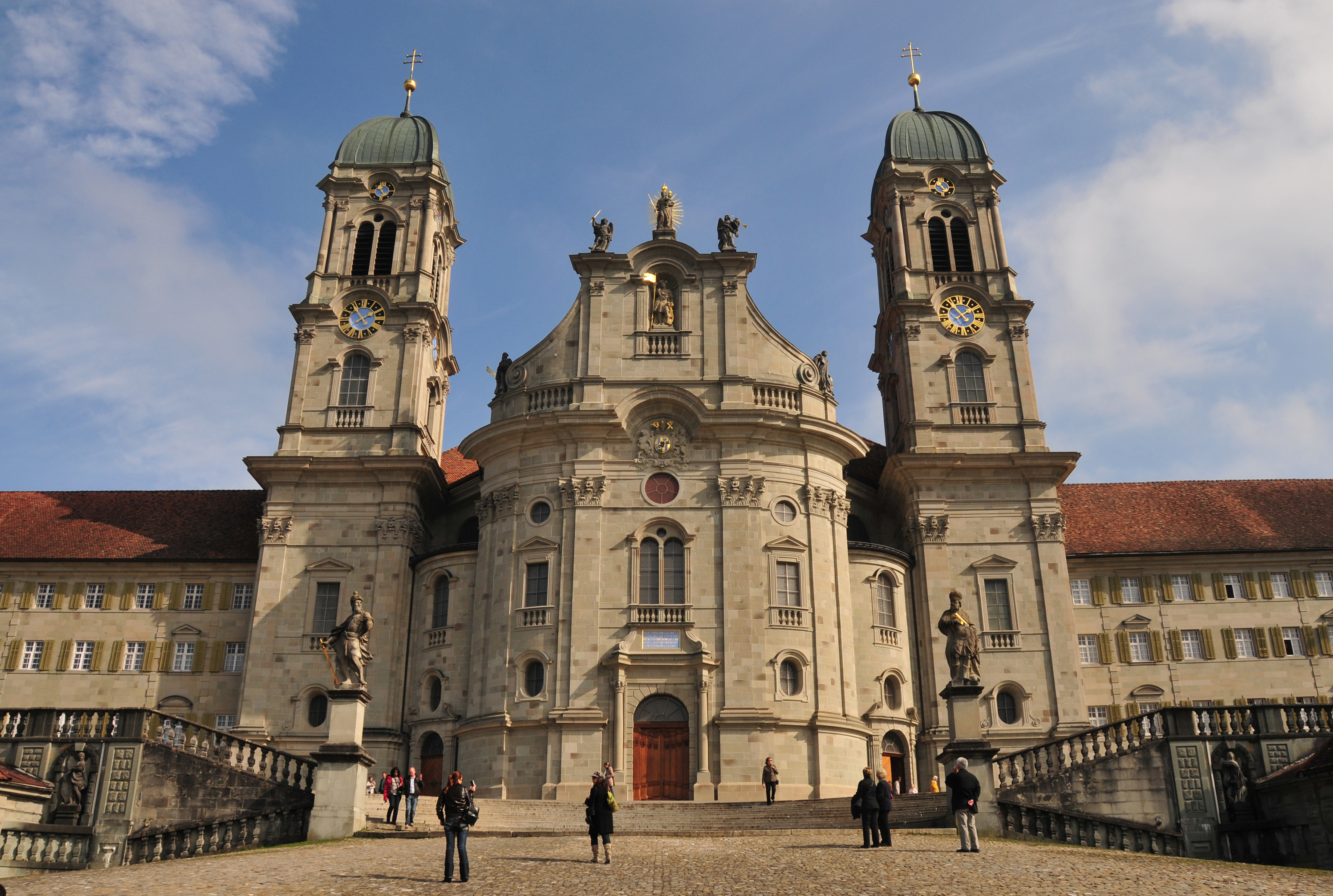
Abadia de Einsiedeln.

Os governantes de Schwyz, pouco a pouco, expandiram sua área de influência. Isto incluiu inúmeras pequenas batalhas, tais como a Alt Zürcherkrieg. Em 1386, o cantão de Schwyz venceu a batalha de Sempach e, como resultado, expandiu bastante sua área. A reforma protestante foi confrontada no cantão. Na batalha de Kappel em 1531, tropas de Schwyz bateram as do líder reformista Ulrico Zuínglio. O próprio Zuínglio foi um dos mortos nesta batalha que matou centenas de soldados.
Entre 1798 e 1803 o cantão de Schwyz fez parte da República Helvética. Após isto, reconquistou sua independência e a maior parte das mudanças introduzidas por Napoleão foi revertida. Isto levou a desentendimentos detro do cantão, ocasionando a separação de parte do cantão. Um cantão de Schwyz exterior foi criado em 1830, apenas para ser reunificado com a outra metade em 1833. Em 1845, o cantão se uniu à liga separatista católica romana (Sonderbund). A aventura desta liga fracassou e o cantão voltou a se unir à confederação como um membro ordinário.
A constituição de 1848 acabou com assembléias a céo aberto (Landsgemeinde). A constituição foi revisada em 1876 e 1898.

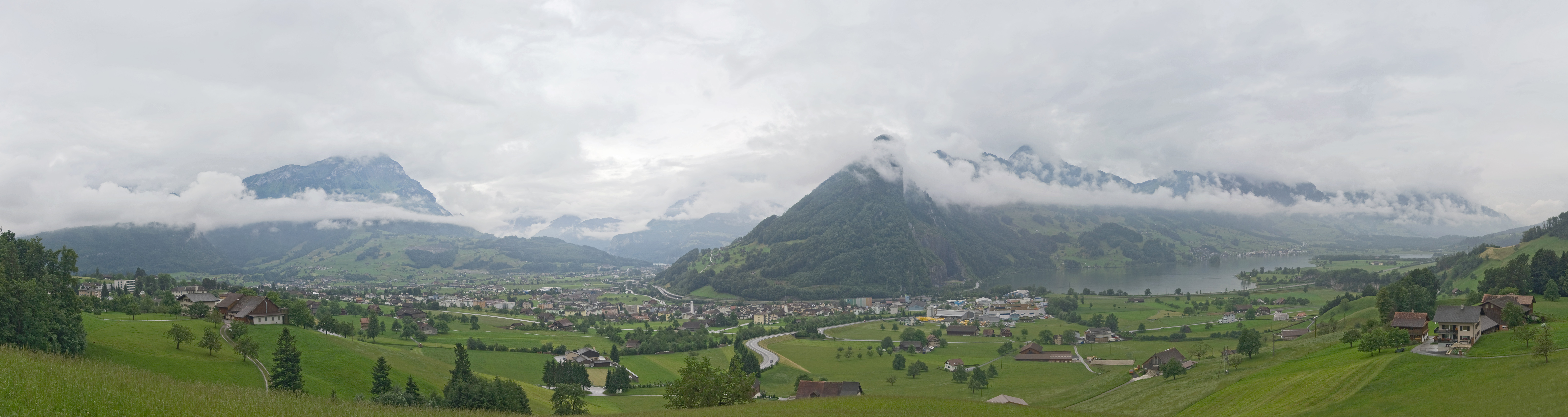
A cidade de Schwyz, capital do cantão.

## Economia
A maior parte do cantão depende da agricultura. A raça local de gado marrom é renomada. Os têxteis costumavam ser de grande importância no cantão, mas agora quase deixaram de existir, com os remanescentes concentrados em volta da capital Schwyz. Na mesma área estão localizados muitos produtores de móveis finos. Há poucas usinas hidroelétricas no cantão. O turismo é importante em várias regiões, mais notavelmente no centro de peregrinação de Einsiedeln. Einsiedeln também é um centro de esportes de inverno. As ferrovias nas montanhas Rigi també são conhecidas por todo o país.
Freienbach, no norte do cantão, é conhecida pelos menores impostos na Suíça. Isto atrai muitos ricos à região.
O produto mais conhecido mundialmente do cantão é o canivete suíço, fabricado pela Victorinox em Ibach, a sul da capital Schwyz.

## Demografia
Há cerca de 141.024 habitantes (2007), dos quais 24.262 (ou 17,2%) são estrangeiros. A língua oficial é o alemão, embora as pessoas falem o dialeto suíço-alemão da Suíça central. A maioria da população (dados de 2000) é católica romana (72%) com uma minoria protestante de (13%).

## Municipalidades
As maiores cidades são Küssnacht e Pfäffikon.
O cantão de Schwyz é dividido em seis dsitritos e 30 municipalidades, embora os distritos de Einsiedeln, Küssnacht e Gersau simplesmente compreendem a municipaildade do mesmo nome.
- Distrito de Schwyz

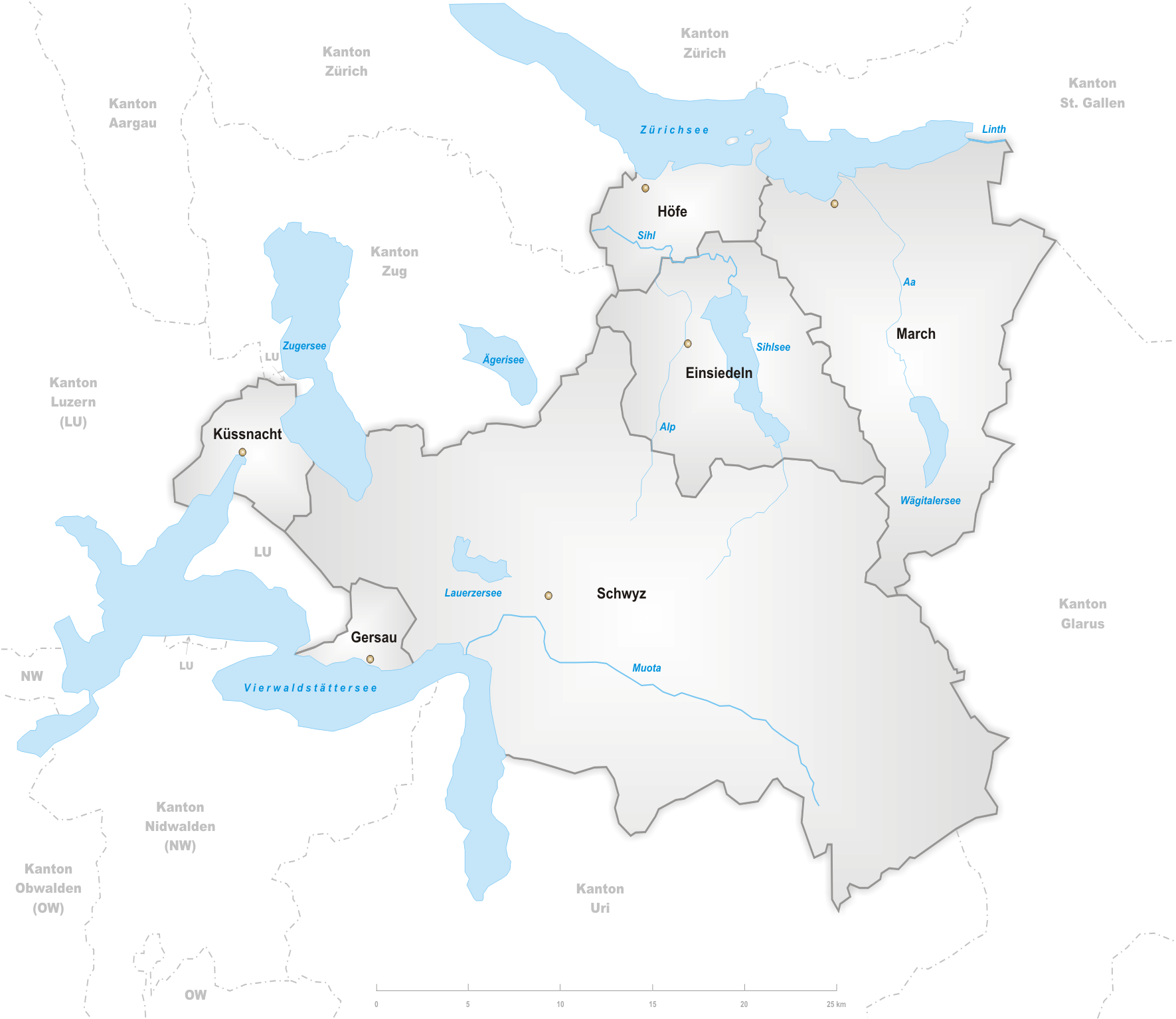
Distritos do cantão de Schwyz.

  - com as municipaildades de Schwyz, Arth, Ingenbohl, Muotathal, Steinen, Sattel, Rothenthurm, Oberiberg, Unteriberg, Lauerz, Steinerberg, Morschach, Alpthal, Illgau, Riemenstalden.
- Distrito de Einsiedeln
  - com a municipalidade de Einsiedeln.
- Distrito de Gersau
  - com a municipalidade de Gersau.
- Distrito de Höfe
  - com as municipalidades de Wollerau, Freienbach, Feusisberg.
- Distrito de Küssnacht
  - com a municipalidade de Küssnacht am Rigi.
- Distrito de Marsh
  - com as municipalidades de Lachen, Altendorf, Galgenen, Vorderthal, Innerthal, Schübelbach, Tuggen, Wangen, Reichenburg.